# Aurélia Grandin
 (septembre 2016).
Si vous disposez d'ouvrages ou d'articles de référence ou si vous connaissez des sites web de qualité traitant du thème abordé ici, merci de compléter l'article en donnant les références utiles à sa vérifiabilité et en les liant à la section « Notes et références ».
Pour les articles homonymes, voir Grandin.
Aurélia Grandin, née le 19 novembre 1974, est une artiste française, illustratrice et auteure d'ouvrages jeunesse.

## Biographie
Aurélia Grandin, diplômée de l'École Estienne à Paris, vit dans le Finistère. Elle a réalisé de nombreuses illustrations pour la presse, affiches et pochettes de disques, notamment pour les Ogres de Barback, ainsi que des livres pour enfants, comme Le musée de la baleine, Le mangeur de girafe, ou Le tour du monde d'Emile. Elle a également illustré Le poil de moustache du tigre sur un texte de Muriel Bloch, Siestes, La terrible histoire du boucher sur des textes de Marie-Aude Jauze, Les Aventuriers de l'alphabet sur un texte de Pierre Gamarra, avec une musique composée et interprétée par Fronfrède et Becker.
Aurélia Grandin a été invitée d'honneur de la Fête du livre jeunesse de Villeurbanne en 2005 sur le thème « Langages ». Elle en a réalisé le visuel et présenté une exposition à la Maison du livre, de l'image et du son de la même ville.
En 2008, lors de la publication de En vacances chez tata Lucienne, qu'elle a écrit et illustré, Martine Laval, dans son avis critique de Télérama écrit alors : « Comme dans ses précédents albums, Raymond, pêcheur d'amour et de sardines et Le Plus Grand des petits cirques, l'insolente Aurélia Grandin s'amuse, virevolte entre poésie et drôlerie. Son style, c'est l'inattendu, le choc des couleurs, le détournement des perspectives. Elle marie illustrations et collages. »

## Publications

### Auteure et illustratrice
- Herbert et le chien-phoque, Éd. Colophon, 2005
- Le Musée de la baleine, Éd. Albin Michel, 2001
- Le Mangeur de girafes, Éd. du Rouergue, coll. « 12 X 12 », 2002
- Raymond pêcheur d'amour & de sardines, Rue du monde, 2003
- Le plus grand des petits cirques[2], Rue du monde, 2006
- En vacances chez tata Lucienne[1], Actes sud Junior, 2008
- Le jardin en chantier[3], Actes Sud junior, 2010
- Mi et les quatre vallées, Actes Sud junior, 2011
- Le théâtre en carton, Didier Jeunesse, 2011
- L'île aux animaux étranges, l'Atelier du poisson soluble, 2014
- La fabuleuse histoire de Feuille et Mange-Tout, Irfan Le Label, 2020[4]

### Illustratrice
- L'Éventail diabolique, et autres contes, texte de Muriel Bloch, Syros, coll. « Paroles de conteurs », 1996
- Le Fantôme de Cantervile, texte de Oscar Wilde, Mille et Une Nuits, coll. La petite collection, 1997
- Le Apollinaire, textes de Guillaume Apollinaire, Mango Jeunesse, coll. « Albums Dada », 2000
- Le Poil de moustache du tigre, texte de Muriel Bloch, Albin Michel Jeunesse, coll. « Petits contes de sagesse », 2000
- Siestes, textes de Marie-Aude Jauze, Éd du Rouergue, 2001
- La Terrible histoire du boucher, textes de Marie-Aude Jauze, Rouergue, 2001
- Les Aventuriers de l'alphabet, textes de Pierre Gamarra, Fonfrède et Becker, livres-CD, Mango Jeunesse, 2002
- Le Tour du monde d'Émile, texte de Jean-François Patarin, Éd. Mila, 2002
- La dernière colère de Sarabuga, texte de Muriel Bloch, livre-CD, Gallimard Jeunesse, coll. « Contes du bout du monde », 2005
- L'Alphabet des poètes, sous la direction de Jean-Marie Henry, Rue du monde, coll. « La poésie », 2005
- Les aventures d'Alice au pays des merveilles, de Lewis Carroll, Rue du monde, 2006
- Un bon petit loup, texte de José Augustin Goytisolo, Rue du monde, coll. « Petits géants », 2007
- Oscar et Irma, texte de Philippe Meyer, interprété par Christine Sèvres, livre-CD, Rouergue, 2008
- Comptines et berceuses de Bretagne, textes de Chantal Grosléziat, livre-CD, Didier jeunesse, coll. « Comptines du monde », 2009
- Ulysse et le cyclope, texte de Christine Palluy, Les Incorruptibles, 2009 ; nouvelle édition, Milan, coll. « Mon coffre à histoires » ,2013
- Contes insolites et insolents, textes de Muriel Bloch, Syros, 2010
- La pittoresque histoire Pitt Ocha : conte de GG, texte et interprétation par les Ogres de Barback, livre-CD, Irfan Le Label, 2010
- Requin-baleine ou Comment naissent les petits frères, les petites sœurs et les étoiles filantes, texte de Alex Cousseau, Oskar, 2011
- Les ombrelles de Izumi, texte de Calouan, Editions du Lampion, coll. « Loupiotes », 2014[5]
- L'heure des contes, textes de Muriel Bloch, Syros, 2022

### Couvertures de pochettes de disques et d'affiches de spectacles
- Faux Rebonds, spectacle de la compagnie Les Frères Kazamaroffs, 2002
- La Caravane Suspendue, spectacle de la compagnie Les Frères Kazamaroffs, 2004
- Gadalka, Cabaret Russe, spectacle de la compagnie Les Frères Kazamaroffs, 2006
- Pas de Quartier, spectacle de la compagnie Les Frères Kazamaroffs, 2010
- Les Mémoires du Chapeau qui grince, spectacle de la compagnie Les Frères Kazamaroffs, 2012
- Klesudra, ou celui qui vole l'eau, spectacle de la compagnie Les Frères Kazamaroffs, 2014
- Quand la terre était jeune, texte lu par Claire Labalestra, Oui'Dire, 2019